# Siemens AG
Siemens AG je svjetska konglomeracija koju je 1847. osnovao njemački izumitelj Ing. Werner von Siemens i koja u Hrvatskoj ima svoju podružnicu Siemens d.d. Najpoznatija je po kućanskim aparatima i telekomunikacijskim uređajima, te u novije vrijeme i po lokomotivama i motornim vlakovima.
U Hrvatskoj se uglavnom tvrtka bavi telekomunikacijama, medicinom i transportom. Sjedište tvrtke je u Zagrebu, a veće podružnice su u Osijeku i Splitu.

## Vanjske poveznice
- Siemens AG - Službena stranica
- Siemens d.d. - Službena stranica
- Nokia Siemens Networks  Arhivirana inačica izvorne stranice od 27. siječnja 2010. (Wayback Machine) - Službena stranica

### Ostali projekti
|  | Zajednički poslužitelj ima još gradiva o temi Siemens AG |